# Оттина, Леонар
Леонар Оттина (фр. Léonard Ottina; 24 июня 1878, Куарона (Италия) — ?) — итальянский, французский, а затем канадский шашист, один из сильнейших мастеров начала XX века, шестикратный чемпион Канады по канадским шашкам.

## Биография
Леонар Оттина родился в 1878 году в Италии, но как шашист получил известность в Париже, где с конца 90-х годов XIX века он сражался с лучшими французскими мастерами игры в международные шашки. Своего главного успеха на стоклеточной доске Оттина добился в феврале 1910 года в первом чемпионате Парижа, в котором Оттина победил, оставив позади себя Вейса, Бизо, Фабра, Сонье, Будена и др. Это был первый с 1895 года турнир, в котором чемпион мира Исидор Вейс не смог занять первое место. Более того, Вейс проиграл победителю обе турнирные партии. 
Член (с 19 февраля 1910 года) символического клуба победителей чемпионов мира Роба Клерка.
Чемпионом Парижа Оттина пробыл недолго. В апреле этого же года он в матче в упорной борьбе со счётом −2+1=7 уступил титул Вейсу. И в этом же году Оттина переехал в Канаду, где работал резчиком по дереву и начал принимать участие в соревнованиях в канадские шашки на 144-клеточной доске. В 1919 году он побеждает в чемпионате Монреаля. В 1922 — 26 годах Оттина шесть раз побеждает в матчах за титул чемпиона Канады (или чемпиона Американской лиги) и только в 1927 году уступает в матче титул Марселю Делорье. О дальнейшей жизни Оттина никаких сведений найти не удаётся.